# فاليري بايدن أوينز
فاليري بايدن أوينز (5 نوفمبر 1945) خبيرة إستراتيجية وسياسية أمريكية وهي الشقيقة الصغرى للرئيس الأمريكي الحالي جو بايدن. عينها الرئيس الأمريكي السابق باراك أوباما كمستشارة للجمعية العامة رقم 71 للأمم المتحدة. 